# Besteuerungseinheit
Besteuerungseinheit ist in der Finanzwissenschaft und im Steuerrecht die kleinste Maßeinheit, in welche eine Bemessungsgrundlage zerlegt werden kann.
So ist die kleinste Einheit bei der Einkommensteuer 1 Euro, bei der Kfz-Steuer 100 cm³ und bei der Kaffeesteuer 1 Kilogramm. Um die Steuerschuld zu berechnen, wird der Bemessungsgrundlage wiederum ein Steuertarif zugeordnet. 